# 1995 في سنغافورة
فيما يلي قوائم الأحداث التي وقعت خلال عام 1995 في سنغافورة.

## سياسة

### تعيين في المنصب
- 1 أغسطس – توني تان وزير الدفاع [الإنجليزية]‏.

## مواليد

### يونيو
- 16 يونيو – جوزيف سكولينغ سبّاح سنغافوري.

### سبتمبر
- 11 سبتمبر – أسترا شارما لاعبة كرة مضرب أسترالية.

### ديسمبر
- 13 ديسمبر – جوناثان تان لاعب كرة قدم سنغافوري.

## وفيات

### ديسمبر
- 12 ديسمبر – ديفيد ساول مارشال (مواليد 1908) سياسي سنغافوري.